# وآسن
وآسن (به هلندی: Vaassen) یک منطقهٔ مسکونی در هلند است که در ایپه واقع شده‌است. وآسن ۱۵٫۷۹۱ نفر جمعیت دارد.